# Dielsiodoxa lycopodioides
Dielsiodoxa lycopodioides är en ljungväxtart som beskrevs av Albr. Dielsiodoxa lycopodioides ingår i släktet Dielsiodoxa och familjen ljungväxter. Inga underarter finns listade i Catalogue of Life.